# 精灵藻属
精灵藻属（学名：Barrufeta）是裸甲藻科的一属。本属的属名以顶沟的形状命名, 顶沟自横沟和纵沟交点的上部开始斜向右前侧, 逆时针绕顶点转动, 形成一个宽的横向环,像蓝精灵的帽子, “barrufet”意为“蓝精灵”, barrufeta为该词的阴性形式。

## 下属物种
本属包括以下物种：
- Barrufeta bravensis Sampedro et Fraga 2011，模式种
- Barrufeta resplendens (Hulburt, 1957) H.Gu, Z.Luo & K.N.Mertens, 2015